# Devanayakanahalli, Honnali
Devanayakanahalli là một làng thuộc tehsil Honnali, huyện Davanagere, bang Karnataka, Ấn Độ.